# Arrondissement de Niakhar
L'arrondissement de Niakhar (sérère : Ñaaxar ou Ñakhar) est l'un des arrondissements du Sénégal. Il est situé au nord du département de Fatick, dans la région de Fatick.
Il compte trois communautés rurales :
- Communauté rurale de Niakhar
- Communauté rurale de Ngayokhène
- Communauté rurale de Patar Sine

Son chef-lieu est Niakhar.